# Niels Koolen
Niels Koolen (Vorden, 25 de maio de 2001), é um automobilista neerlandês que atualmente compete na Indy NXT com a Chip Ganassi Racing. Anteriormente, ele competiu na European Le Mans Series pela Duqueine Team e na Fórmula 2 pela equipe AIX Racing. Ele é filho do piloto de rali e empresário Kees Koolen.

## Carreira

### Kart
Koolen começou no kart em 2016, aos quinze anos, em uma idade consideravelmente tarde para um pretenso automobilista profissional. Seu melhor resultado foi um 19º lugar na IAME Winter Cup, categoria sênior, em 2019.

### Fórmula 4
Depois de competir no kart no período pré-pandemia de COVID-19, Koolen, um recém-chegado às corridas de monopostos aos 21 anos, fez sua estreia no automobilismo na sexta rodada do Campeonato Espanhol de Fórmula 4 de 2022, pilotando pela Monlau Motorsport. Ele disputou as duas últimas rodadas do Campeonato Italiano de Fórmula 4 de 2022, também com a Monlau Motorsport, competindo sob uma licença belga. Koolen não pontuou em nenhum dos dois campeonatos.

### Fórmula Regional

#### FRMEC
Em 5 de janeiro de 2023, foi anunciado que Koolen pilotaria pela VAR - Pinnacle Motorsport no Campeonato de Fórmula Regional do Oriente Médio de 2023. Seu melhor resultado foi um 12º lugar na corrida 1 de Kuwait, e ele não somou pontos, ficando em 31º lugar.

#### FRECA
Após a temporada de 2022, Koolen participou de vários testes do Campeonato de Fórmula Regional Europeia, pilotando pela Van Amersfoort Racing. Ele acabaria assinando com a equipe holandesa para participar do campeonato de 2023 ao lado de seu compatriota Kas Haverkort e do suíço Joshua Dufek. Koolen teve dificuldades na categoria e ficou muito atrás de seus companheiros de equipe durante toda a temporada, se classificando em 37º, com dois décimos nonos lugares em Ímola (corrida 2) e Monza (corrida 1) como melhores resultados. Ele deixou a categoria antes da rodada final em Hockenheimring, sendo substituído por Nikita Bedrin, russo que competiu sob licença italiana.

### Eurocup-3
Koolen participaria de uma rodada da Eurocup-3 em 2023 em Jerez e Estoril, não conseguindo pontuar em nenhuma delas. Ele foi o 12º na corrida 1 e abandonou a corrida 2.

### Fórmula 2
Em agosto de 2024, após Taylor Barnard deixar sua vaga no Campeonato de Fórmula 2, Koolen foi convocado pela AIX Racing para correr por eles na categoria nas rodadas de Monza e Bacu ao lado do germano-paraguaio Joshua Dürksen. Koolen enfrentou dificuldades já na primeira classificação em Monza, ficando em último, um segundo distante do penúltimo colocado Roman Staněk. O neerlandês ficou em 19º lugar tanto na corrida sprint quanto na corrida principal de Monza. Em Bacu, Koolen voltou a ter problemas na classificação, ficando sete segundos atrás do pole, que foi seu conterrâneo Richard Verschoor. Na sprint, que foi vencida por Dürksen, Koolen ficou quase um minuto atrás do pelotão, e na corrida principal, ele teve uma colisão com Kush Maini e abandonou a prova. Suas atuações renderam críticas nas redes sociais, que o classificaram como um dos piores e talvez o pior piloto a passar pela F2. Assim, a AIX Racing confirmou que Koolen não retornaria para os dois últimos fins de semana da temporada, com sua vaga sendo ocupada por Cian Shields.

### Indy NXT

#### 2024
Em 2024, Koolen disputou nove etapas da Indy NXT com a HMD Motorsports pilotando o carro de número 33, sendo um dos doze pilotos que passaram pela equipe naquele ano. Na primeira corrida do Indianapolis Motor Speedway, ele terminou em 10º, que foi seu melhor resultado da temporada. Ele deixou o campeonato antes do fim para se juntar à F2, e assim, Koolen ficou na vigésima colocação, com 140 pontos.

#### 2025
Em seu retorno à Indy NXT, a Chip Ganassi Racing contratou Koolen para a temporada 2025, marcando a segunda temporada do neerlandês na categoria. Koolen correrá no carro nº 10 e terá como companheiro o irlandês Jonathan Browne.

### ELMS

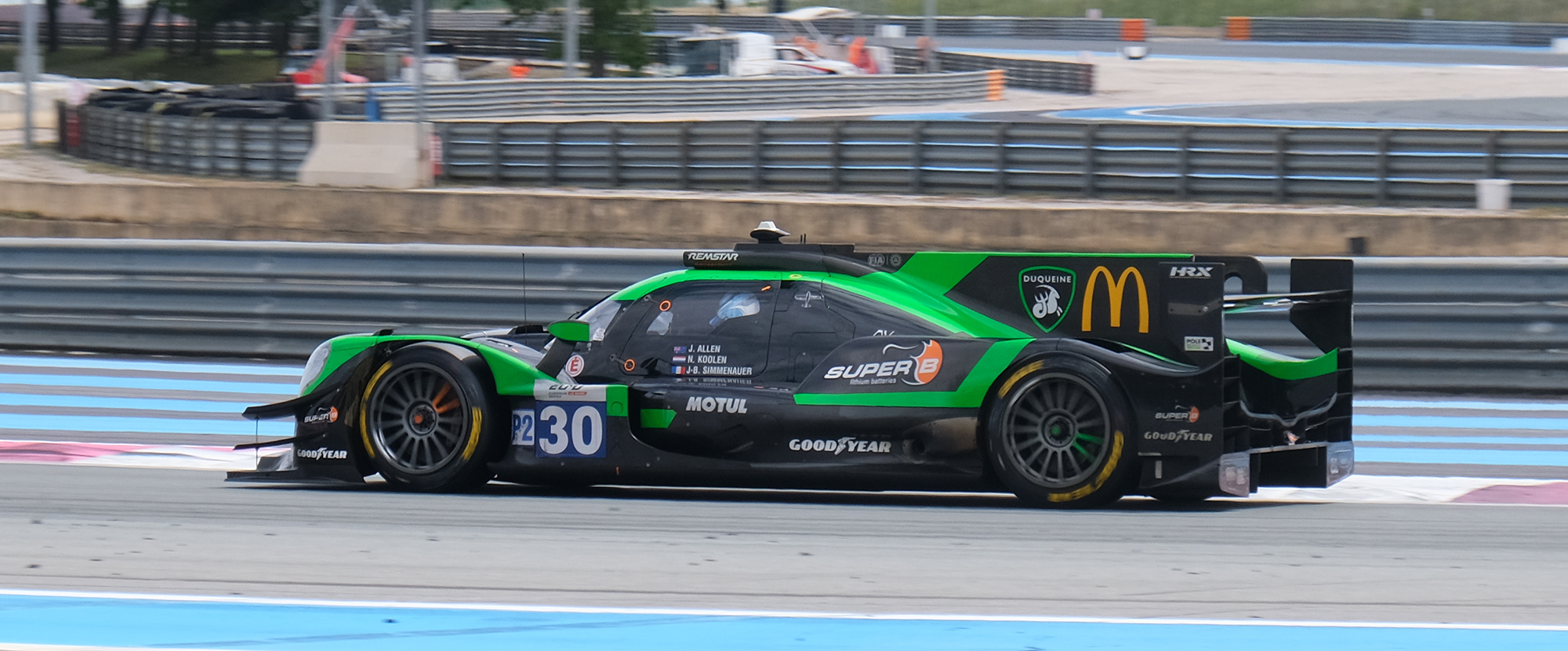
Carro nº 30 da Duqueine que Koolen, Simmenauer e Allen pilotaram em 2024

Junto com sua temporada Indy NXT, Koolen fez sua estreia em corridas de resistência e competiu na European Le Mans Series de 2024 na classe LMP2 com a Duqueine Team, pilotando um Oreca 07 número 30 ao lado do francês Jean-Baptiste Simmenauer e do australiano James Allen em cinco das seis etapas da temporada. O melhor resultado do trio foi o sexto lugar em Le Castellet, com Koolen encerrando o campeonato na décima quinta colocação, somando 20 pontos.

## Vida Pessoal
Niels é natural de Vorden, uma vila no município de Bronckhorst, situada na província da Guéldria, dos Países Baixos. Ele é filho de Kees Koolen, empresário que já foi CEO da Booking.com durante dez anos e que também é piloto, tendo participado do Rali Dakar.

## Resultados

### Resumo da carreira
| Temporada | Categoria                               | Equipe                    | Corridas | Vitórias | Poles | V.M.R. | Pódios | Pontos | Pos. |
| --------- | --------------------------------------- | ------------------------- | -------- | -------- | ----- | ------ | ------ | ------ | ---- |
| 2022      | Fórmula 4 Espanhola                     | Monlau Motorsport         | 3        | 0        | 0     | 0      | 0      | 0      | NC†  |
| 2022      | Fórmula 4 Italiana                      | Monlau Motorsport         | 5        | 0        | 0     | 0      | 0      | 0      | 43º  |
| 2023      | Fórmula Regional do Oriente Médio       | Pinnacle VAR              | 15       | 0        | 0     | 0      | 0      | 0      | 31º  |
| 2023      | Fórmula Regional Europeia               | Van Amersfoort Racing     | 18       | 0        | 0     | 0      | 0      | 0      | 37º  |
| 2023      | Eurocup-3                               | GRS Team                  | 2        | 0        | 0     | 0      | 0      | 0      | 25º  |
| 2024      | Indy NXT                                | HMD Motorsports           | 9        | 0        | 0     | 0      | 0      | 140    | 20º  |
| 2024      | European Le Mans Series - LMP2          | Duqueine Team             | 5        | 0        | 0     | 0      | 0      | 20     | 17º  |
| 2024      | Ultimate Cup Series - Proto P3          | Inter Europol Competition | 1        | 0        | 0     | 0      | 1      | 15*    | 10º* |
| 2024      | FIA Formula 2 Championship              | AIX Racing                | 4        | 0        | 0     | 0      | 0      | 0*     | 27º* |
| 2024      | GT World Challenge Europe Endurance Cup | Comtoyou Racing           | 1        | 0        | 0     | 0      | 0      | 0      | NC*  |
| 2025      | Indy NXT                                | Chip Ganassi Racing       | 0        | 0        | 0     | 0      | 0      | 0      | ?    |

† Koolen era um piloto convidado, portanto, inelegível para marcar pontos.
* Temporada ainda em andamento